# Сиґітас Зіґмас Ґяда
Сиґітас Зіґмас Ґяда (лит. Sigitas Zigmas Geda; *4 лютого 1943, Патярай, Алітуський повіт, Каунаський міський округ, Генеральна округа Литва, Райхскомісаріат Остланд, Німецька імперія — †12 грудня 2008, Вільнюс) — литовський поет, драматург, есеїст, літературний критик, перекладач.

## Біографія
Народився в селі Патярай (нині Лаздіяйський район). У 1966 закінчив відділення литовської філології Вільнюського державного університету. У тому ж році вийшла його дебютна збірка віршів. У 1967 був прийнятий до Спілки письменників Литви.
Працював у редакціях тижневика «Калба Вільнюс» («Kalba Vilnius»; «Говорить Вільнюс») і журналу «Мусу гамта» («Mūsų gamta»; «Наша природа», 1967-1976). Звільнений через свої політичні погляди, писав п'єси для дітей, сценарії, лібрето, статті.
У 1988-1990 був відповідальним секретарем Спілки письменників Литви. Учасник ініціативної групи Саюдіса і її активний діяч.
З 1992 був редактором відділу літератури щотижневої газети «Шяурес Атена» («Šiaurės Atenai»; «Північні Афіни»).
Жив у Вільнюсі. Крім різних літературних премій і премій в галузі культури, був нагороджений офіцерським хрестом Ордена Великого князя Литовського Гадиміна (1998). Незадовго до смерті, був визнаний судом винним у заподіянні шкоди здоров'ю своїй дочці. Похований на цвинтарі Антакалніо.

## Творчість
Дебютна книга віршів «Pėdos» («Сліди») вийшла в 1966. З 1967 був членом Спілки письменників Литви. Автор понад десяти книг віршів і поем, книг віршів для дітей, кількох збірок статей, ряду лібрето, сценарію музичного фільму режисера Арунаса Жебрюнаса «Чортова наречена» за повістю Казіса Борути «Млин Балтарагіса» (1974).
Написав спільно з Саулюсом Шальтянісом п'єсу «Комунари» (поставлена в 1977).
За мотивами поеми «Страздас» (1967) з лібрето самого ж Ґяди ставилася опера (1984). З лібрето Ґяди за трагедією Шекспіра «Ромео і Джульєтта» ставилася рок-опера К. Антанеліса «Любов і смерть у Вероні» (1982; 1996).
Книги поезій Ґяди виходили в перекладах на англійську, латвійську, німецьку, норвезьку, польську та інші мови.

## Видання

### Книги віршів і поем
- Pėdos: eilėraščiai. Vilnius: Vaga, 1966.
- Strazdas: poema. Vilnius: Vaga, 1967.
- Užmigę žirgeliai: eilėraščiai. Vilnius: Vaga, 1970.
- 26 rudens ir vasaros giesmės: eilėraščiai. Vilnius: Vaga, 1972.
- Mėnulio žiedai: eilėraščiai. Vilnius: Vaga, 1977.
- Baltojo Nieko dainelės: eilėraščiai. Vilnius: Vaga, 1977.
- Mėlynas autobusiukas: eilėraščiai. Vilnius: Vaga, 1980.
- Žydinti slyva Snaigyno ežere: eilėraščiai. Vilnius: Vaga, 1981.
- Varnėnas po mėnuliu: eilėraščiai ir poemos. Vilnius: Vaga, 1984.
- Vasara su peliuku Miku: eilėraščiai. Vilnius: Vaga, 1984.
- Mamutų tėvynė: eilėraščiai ir poemos. Vilnius: Vaga, 1985.
- Baltoji varnelė: eilėraščiai. Vilnius: Vyturys, 1985.
- Praniukas pramaniūgas: trumpi ir ilgi eilėraščiai. Vilnius: Vyturys, 1986.
- Žalio gintaro vėriniai: eilių romanas. Vilnius: Vaga, 1988.
- Karalaitė ant svarstyklių: poemos ir eilėraščiai. Vilnius: Vyturys, 1989.
- Septynių vasarų giesmės: eilėraščiai. Vilnius: Vaga, 1991.
- Močiutės dainos: eilėraščiai. Vilnius: Vyturys, 1991.
- Babilono atstatymas: eilėraščiai. Vilnius: Vaga, 1994.
- Eilėraščiai: eilėraščiai. Vilnius: Baltos lankos, 1997.
- Valkataujantis katinas: 101 eilėraštis vaikams. Vilnius: Lietuvos rašytojų sąjungos leidykla, 1997.
- Jotvingių mišios: eilėraščiai. Vilnius: Andrena, 1997.
- Gedimino valstybės fragmentas: eilėraščiai. Vilnius: Vyturys, 1997.
- Skrynelė dvasioms pagauti: eilėraščiai. Vilnius: Vaga, 1998.
- Valkataujantis katinas: eilėraščiai. Vilnius: Lietuvos rašytojų sąjungos leidykla, 1999.
- Baltoji varnelė: eilėraščiai. 2-asis leidimas. Vilnius: Alma littera, 2000.
- Sokratas kalbasi su vėju: eilėraščiai. Vilnius: Lietuvos rašytojų sąjungos leidykla, 2001.
- Žiemos biopsija: eilėraščiai. Vilnius: Vaga, 2002.
- Po aštuoniolikos metų: atsisveikinimas su Jabaniškėmis: eilėraščiai. Vilnius: Presvika, 2003.
- Strazdelio dainos: vieno gyvenimo rinktinė. Vilnius: Kronta, 2005.
- Testamentas mažai mergaitei: kai kas mažiems, kai kas ir…: 75 eilėraščiai. Vilnius: Trys žvaigždutės, 2006.
- Aukso karietaitė: eilėraščiai vaikams. Vilnius: Kronta, 2006.
- Miegantis Teodendronas: senieji jotvingių eilėraščiai. Vilnius: Lietuvos rašytojų sąjungos leidykla, 2006.

### П'єси
- Dainuojantis ir šokantis mergaitės vieversėlis: 7 pjesių rinkinys. Vilnius: Vaga, 1981.

### Есеїстика і проза
- Ežys ir Grigo ratai: žodžiai apie kitus. Vilnius: Vaga, 1989.
- Man gražiausias klebonas — varnėnas: pokalbiai apie poeziją ir apie gyvenimą. Vilnius: Vyturys, 1998.
- Žydintys lubinai piliakalnių fone: septynių vasarų dienoraščiai. Vilnius: Seimo leidykla, 1999.
- Siužetą siūlau nušauti: esė rinkinys. Vilnius: Baltos lankos, 2002.
- Adolėlio kalendoriai: dienoraščiai, gyvavaizdžiai, užrašai, tyrinėjimai. Vilnius: Lietuvos rašytojų sąjungos leidykla, 2003.

## Нагороди
- Лауреат фестивалю «Весна поезії» (1982)
- Лауреат Національної премії в галузі культури і мистецтва (1994)
- Ятвязька премія (1994)
- Національна премія за книги поезії «Літні пісні семи років» («Septynių vasarų giesmės») і «Відновлення Вавилона» («Babilono atstatymas») (1995)
- Орден Великого князя Литовського Гедиміна 4-го ступеня (1998)
- Премія Балтійської асамблеї за творчі метаморфози останніх трьох років (1998)
- Премія Спілки письменників Литви за найкращу книгу 2001 (2002)